# Península de Chucuito
La Península de Chucuito es una gran península del Perú, rodeada por las aguas del lago Titicaca y unida al resto del territorio peruano por un angosto istmo de sólo 1,5 km de ancho. La península tiene aproximadamente 15 km de longitud y una anchura máxima de unos 9,5 km. Forma, junto a la península de Capachica, la espaciosa bahía de Puno. Políticamente, la península comprende parte de los distritos de Chucuito y Platería, en la provincia de Puno, dentro del departamento del mismo nombre.
Presenta un relieve irregular, con numerosos cerros, depresiones y planicies. Entre las mayores altitudes de la península se encuentran el cerro Coaraya (4130 m), Chiane (4091 m) y Pujune (3994 m). El clima es templado y semiseco, con precipitaciones máximas que se dan durante el verano, en los meses de diciembre a marzo. En el invierno normalmente caen fuertes heladas, con precipitaciones pluviales esporádicas. Las principales poblaciones ubicadas en la península de Chucuito son: Karina, Churo y Luquina Chico. 
La población de la península está dedicada principalmente a la ganadería, generalmente alpaquera. Las playas de la península son superficies planas con acumulación de materiales de arena fina, depositados por efectos de oleaje del lago Titicaca. Se encuentran numerosas playas en diferentes lugares de la península, en el sector que corresponde al distrito de Chucuito están las playas de Karina y Churo con una longitud de dos kilómetros, y Charcas en el distrito de Plateria, que constituyen atractivos naturales para la recreación.
En la península de Chucuito existen más de 45 chullpas funerarias ubicadas en las comunidades de Cochiraya, Karana, Parina, Churo, Tacasaya, San José de Pucani, Luquina Chico, Karina y Chinchera.